# Office for National Statistics
O Office for National Statistics (ONS) é o órgão executivo do UK Statistics Authority, um departamento não-ministerial que reporta diretamente para o Parlamento do Reino Unido. Sua função é colher e publicar estatísticas populacionais, econômicas e sociais em nível nacional e regional.